# Philippe de Commines

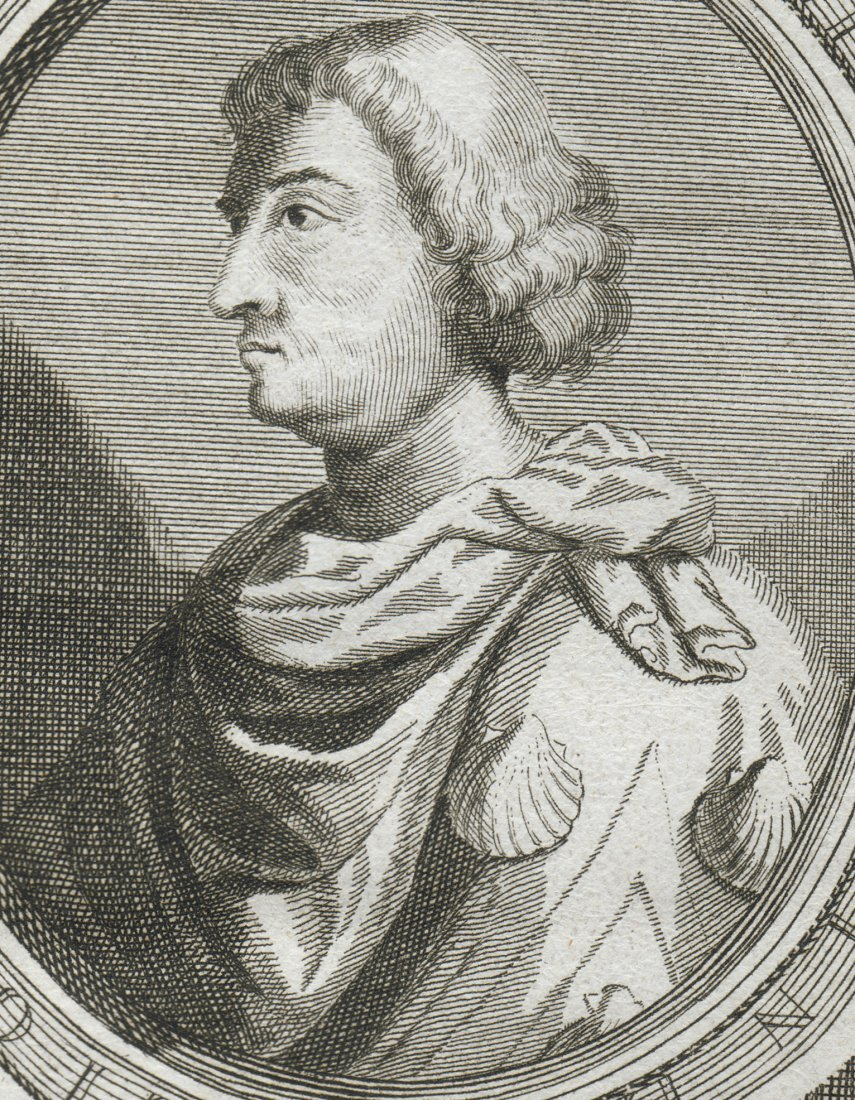
Philippe de Commines.

Philippe de Commines, Philippe de Comines o de Commynes, en llatí: Philippus Cominaeus; núm 1447 - c. 1511) va ser un escriptor francès d'origen flamenc i diplomàtic de la cort de Borgonya i França. Ha estat anomenat "el primer escriptor veritablement modern" (segons Charles Augustin Sainte-Beuve) i "el primer crític i historiador filosòfic des de temps clàssics". Si bé no es va tractar d'un cronista o d'un historiador en el sentit actual del terme, les seves anàlisis de l'escena política contemporània van ser el que el van convertir en únic en el seu propi temps.

## Biografia

### Primers anys
Commines va néixer a Renescure (en el que llavors era el comtat de Flandes) a l'interior d'una família adinerada. Els seus pares van ser Colard van den Clyte (o de la Clyte) i Marguerite d'Armuyden.
La seva família paterna era originària d'Ieper. A part de ser senyor de Renescure, Watten i Saint-Venant, Clyte va esdevenir batlle de Flandes pel Duc de Borgonya el 1436, i va ser pres presoner en la batalla d'Azincourt. Philippe va prendre el seu cognom del senyoriu Comines al marge del Leie que havia pertangut a la família de la seva àvia paterna, Jeanne de Waziers. El seu avi patern, també anomenat Colard van den Clyte (m. 1404), havia estat governador de Cassel i, després, de Lilla.
no obstant, la mort del pare de Commines, el 1453, el va deixar com propietari d'un patrimoni amb enormes deutes. En la seva joventut, va ser posat sota la cura de Felip el Bo (1419-1467), duc de Borgonya, que era el seu padrí. Va lluitar en la Batalla de Montlhery en 1465 i en la Batalla de Brusthem en 1467, però en general sembla haver mantingut un baix perfil.

### Borgonya
En 1468, va esdevenir cavaller a la casa del duc de Borgonya Carles el Temerari, que havia succeït al seu pare Felip el 1467. Commines va ser el camarlenc, confident i diplomàtic de Carles el Temerari i va estar amb ell en els més alts cercles, prenent part en moltes decisions importants i estant present en esdeveniments que van fer història. Va preparar la reunió entre Carles i el rei Lluís XI de França a Péronne (octubre de 1468). El rei a buscar el seu suport separant-lo de Borgonya, el que va passar en 1472, quan va trair la confiança de Carles i va passar al servei de Lluís XI, que el va cobrir d'honors i diners, encarregant la direcció de la diplomàcia exterior de França. Mort Lluís i descartat pels seus successors, excepte durant la guerra d'Itàlia, va sostenir nombrosos plets legals que va perdre. Es va consolar d'aquests revessos escrivint les seves Mémoires (Memòries). Va morir el 1511.

## Obres
Les Mémoires de Commines es componen de dues parts molt diferents. Els sis primers llibres narren la història de 1466-1483 i, en particular, la rivalitat entre Lluís XI i Carles el Temerari. Els dos últims llibres, escrits per Commines al final de la seva vida, expliquen la Guerra d'Itàlia (1494-1495).
Commines és un veritable historiador, dotat de la intel·ligència sagaç d'un home mundà; veu clar en les consciències dels personatges de la seva història i desbrossa amb mestria els assumptes més complicats. Es pren la molèstia d'informar-copiosa i exactament, i cita sempre les seves fonts. És un temperament equilibrat, fins i tot fred, incapaç de deixar-se arrabassar per la passió, pel que la seva història és en general exacta dins del que diu, perquè no ho explica tot: amaga que fa al seu paper personal en els fets: diplomàtic per professió, és diplomàtic també amb el lector i amaga el que podria indisposar contra ell.
Concep la història com una obra moral: vol extreure de la narració dels fets lliçons per als prínceps i caps d'estat. Els recomana la desconfiança d'ells mateixos, dels seus amics, dels seus pròxims i de la fortuna, l'argúcia millor que la violència per arribar amb més seguretat als fins proposats i l'ús dels diners per guanyar els cors. La seva moral política s'assembla molt a la de Maquiavel, amb una mica més de mesurat i cautelós. No obstant això, és molt sincerament cristià i vol mostrar en tots els assumptes del món la mà de la divina providència i la seva fe l'inclina a acceptar-los i justificar-los.